# Felicia puberula
Felicia puberula là một loài thực vật có hoa trong họ Cúc. Loài này được Grau mô tả khoa học đầu tiên năm 1973.